# IC 4410
IC 4410 је спирална галаксија у сазвјежђу Волар која се налази на листи објеката дубоког неба у Индекс каталогу.
Деклинација објекта је + 17° 23' 52" а ректасцензија 14h 22m 14,0s. Привидна величина (магнитуда) објекта IC 4410 износи 14,7 а фотографска магнитуда 15,5. IC 4410 је још познат и под ознакама MCG 3-37-9, CGCG 104-9, PGC 51338.